# Gottfried Teubner
Gottfried Arthur Teubner (* 27. September 1944 in Zwickau; † 3. September 2024) war ein deutscher Politiker (DDR-CDU, ab 1990 CDU). Er war von 1990 bis 2009 Abgeordneter im Sächsischen Landtag.

## Ausbildung und Beruf
Gottfried Teubner besuchte von 1951 bis 1961 die zehnklassige POS in Cainsdorf und machte von 1961 bis 1964 eine Elektromonteurlehre. Von 1964 bis 1967 arbeitete er als Elektromonteur, bevor er in  den Jahren 1967 bis 1969 seinen Grundwehrdienst bei der NVA leistete. Von 1969 bis 1979 arbeitete er erneut als Elektromonteur. Von 1983 bis 1988 studierte er an der Fachschule für Staats- und Rechtswissenschaften und schloss das Studium als Staatswissenschaftler ab. Anschließend war er von 1988 bis 1990 Abteilungsleiter Arbeitsökonomie.
Gottfried Teubner war geschieden, wiederverheiratet und hatte vier Kinder.

## Politik
Gottfried Teubner trat 1965 in die Blockpartei CDU ein. In den Jahren 1969 bis 1974 und 1984 bis 1989 war er Stadtverordneter in Freiberg. Von 1979 bis 1988 oder 1989 war er CDU-Kreissekretär. 1990 war er erneut Kreisgeschäftsführer. 1990 wurde Teubner zum zweiten Landesvorsitzender der CDA Sachsen gewählt.
Von Oktober 1990 bis August 2009 war er Mitglied des Sächsischen Landtags. Während er bei der Landtagswahl in Sachsen 1990 über die Landesliste gewählt wurde, zog er später stets über das Direktmandat im Wahlkreis Freiberg 1 in das Parlament ein; 2004 erzielte er dort zuletzt 46,6 % der Erststimmen.
In der ersten Wahlperiode war Gottfried Teubner Mitglied des Sonderausschusses zur Untersuchung von Amts- und Machtmissbrauch infolge der SED-Herrschaft sowie im Ausschuss für Soziales, Gesundheit, Familie und Frauen. Weiterhin war er stellvertretender Vorsitzender des Haushalts- und Finanzausschusses, Vorsitzender der Parlamentarischen Kontrollkommission und Mitglied des Präsidiums. In der vierten Wahlperiode war Mitglied im Ausschuss für Schule und Sport und Vorsitzender im ersten Untersuchungsausschuss dieser Wahlperiode (Sächsische Landesbank).
Nach seinem Ausscheiden aus dem Landtag war er im Kreistag des Landkreises Mittelsachsen aktiv.